# Distretto di Han hongor
Il distretto di Han hongor è uno dei quindici distretti (sum) in cui è suddivisa la provincia dell'Ômnôgov', in Mongolia. Conta una popolazione di 2.376 abitanti (censimento 2009).